# 후성유전학
후성유전학(後成遺傳學, 영어: epigenetics) 또는 후생유전학(後生遺傳學)은 DNA의 염기서열이 변화하지 않는 상태에서 이루어지는 유전자 발현의 조절인 후생유전적 유전자 발현 조절을 연구하는 유전학의 하위 학문이다. 이를 매개하는 분자적 수준의 이해는 아직 완벽하지 않지만, 일반적으로 CpG 염기서열 가운데 사이토신 염기에 특이적으로 일어나는 DNA 메틸화와 히스톤 단백질의 변형에 의해 조절되는 크로마틴 구조의 변화에 두 가지의 메커니즘(기제)이 주요한 역할을 하는 것으로 알려져 있다.
유전학에서, 후성유전학은 세포가 어떻게 영향을 미치는지 그리고 유전자를 불규칙적으로(때때로) 바꾸는 외부 또는 환경요인으로부터 초래된 세포 및 생리학적 표현 특성의 다양성을 연구하는 학문이다.
따라서, 후성유전학 연구는 세포의 전사적인 잠재성 내에서 역동적인 변화를 설명하려고 한다.
유전이 되지 않는 과정을 설명하기 위한 후성유전학이라는 용어의 사용이 비록 논란이 있을 수도 있지만 이러한 변화는 유전되거나 그렇지 않을 수도 있다.
DNA 염기순서의 변화를 기반으로 하는 유전학과는 달리, 후성유전학에서 말하는 세포표현 또는 유전자 발현의 변화는 다른 원인들을 갖게 되어 접두사 epi-를 사용한다. (그리스어 : επί - 주위의 외부 이상)
이 용어는 또한 그들 스스로의 변화를 가리키는데, 뉴클레오타이드 배열의 변화를 포함하지 않는 게놈에 있어서의 기능적으로 관련된 변화이다.
그러한 변화를 생성하는 메커니즘의 예는 근본적인 DNA 염기서열을 바꾸지 않은 채 유전자들이 어떻게 발현되는지를 변화시켜주는 각각의 DNA 메틸화와 히스톤 수정(변경)이다.
유전자 발현은 DNA의 촉진유전자 억제유전자 영역에 부착하는 리프렛 단백질의 작용을 통해 제어 될 수 있다.
이러한 후성유전학의 변화는 세포의 수명의 지속을 위한 세포 분열을 통해 지속될 수 있으며, 또한 그들이 생물의 기초가 되는 DNA 염기서열의 변화를 수반하지 않음에도 불구하고 여러 세대를 위해 지속될 수도 있다.
대신에, 비유전적 요인들은 생물의 유전자를 다르게 행동하게 하는(또는 그들 스스로를 발현하도록 하는) 원인이다.
진핵생물학 내에서 후생유전학의 변화의 한 예는 세포 분화 과정이다.
세포 형태 형성 동안, 전분화 줄기세포는 다양한 배아 만능세포주가 된다.
그런데 그것은 결과적으로 완벽하게 차별화된 세포가 된다.
즉 다시 말해서, 하나의 수정된 난자세포 -접합체- 는 계속해서 분화되고, 합성된 딸세포는 다른 유전자들의 발현을 억제하는 동안 일부 유전자를 활성화함으로써 신경, 근세포, 혈관의 상피, 내피, 그리고 기타 등등을 포함하는 생명체 내에서 전혀 다른 유형의 세포로 변화된다.

## 개요
후성유전학의 주요 연구분야는 하나의 수정란에서 출발한 개체가 발생 과정을 거쳐 다양한 기능을 갖는 세포로 구성되는 세포 분화와 관련되어 있다. 후성유전학에서는 후생유전적 유전자 발현 조절을 세포 분화의 기제로 파악하고 있다.
인간의 경우 인간 유전체에는 'CpG'라는 이중 염기서열이 다량으로 존재하고 있고 이중 약 70%에 이르는 CpG의 사이토신 염기에는 메틸기(-CH3)가 결합되어 있는데, 이를 ‘DNA 메틸화’라고 부른다. 이러한 DNA 메틸화 현상은 유전체의 각종 반복 서열 등에서 흔히 관찰되며, 이는 유전체의 안정성 유지 등에 중요한 역할을 하고 있는 것으로 보고 있다. 한편 각종 유전자의 상단 5’ 조절부위에 CpG가 밀집된 독특한 영역이 존재하는데 이를 'CpG 섬'이라고 하며, 이 경우 CpG의 사이토신은 대부분 메틸기가 결합되어 있지 않다. 그러나 경우에 따라서 시토신 메틸화가 발생하며 이 부위 뉴클레오솜의 히스톤 분자들과의 교감을 통해 크로마틴의 구조에 변화를 이끌어 결국 유전자 발현에 영향을 주게 된다. 따라서 유전자의 발현은 DNA 메틸화 및 히스톤 변형 등과 같은 화학적 가역반응에 의해 조절된다고 할 수 있는데, 이와 같이 DNA 염기서열의 변화 없이 크로마틴의 구조적 변화, ‘크로마틴 리모델링’에 영향을 주어 유전자 발현이 조절되는 기전에 관한 연구 분야를 ‘후성유전학’(Epigenetics)이라고 한다.

## 역사
후성설이라는 용어는 17세기부터 영어로 사용되고 있는 코이네 그리스어 ἐπιγέννησις 로부터 유래된 “추가 성장”이라는 일반적인 의미를 지니고 있다. 이와 관련된 후성유전학은 콘래드 워딩턴에 의해 만들어졌으며, 동시에 Valentin Haecker의 ‘형질유전학(phenogenetics)’에서도 후성설이 존재했다. 생물학의 맥락에서 후성은 배아 발달 초기 전능 상태에서 세포의 분화를 의미한다. 워딩턴의 용어가 만들어질 때 유전자와 유전적인 역할의 기질지성은 알려지지 않았다. 그는 유전자 형질형을 생산하는 주변 환경과 상호 작용하는 방법의 개념적 모형으로 사용했다. 그는 생물 발생에 대한 비유적인 의미로 "후성적 풍경(epigenetic landscape)"을 사용했다. 워딩턴은 세포의 운명이 결정되는 것이 낮은 고도의 지점으로 구슬이 떨어지는 것과 매우 비슷하다고 여겼다. 워딩턴은 구슬이 다니는 골짜기 사이를 경계 짓는 능선이 점차로 가팔라지도록 묘사함으로써 세포의 비가역적인 분화 과정을 시각으로 표현했다. 최근의 후성적 풍경에 대한 워딩턴의 발상은 세포 운명을 시스템 다이내믹스 관점에서 접근하는 연구를 통해 엄밀하게 형식화되었다. 세포 운명의 결정은 어트랙터(attractor) 수렴이나 진동 등의 특정 역학을 나타낼 것으로 예상된다.
"후성적"이라는 용어는 유전과 환경의 지속적인 양방향 교환의 결과로서 심리적 현상을 설명하기 위해 발달 심리학에 이용되고 있다.

## 연구 분야
후성유전학은 발생 과정이 끝난 성체에서 발생하는 유전자 발현 조절의 변화와 유전체 변화를 연구한다. 특히 암과 같은 질병의 연구가 활발히 이루어지고 있다.

## 메커니즘

### 공유결합의 수정
DNA에서의 공유결합 변경 (예를 들어, 사이토신 메틸화 및 하이드록시 메틸화) 또는 히스톤 단백질에서의 공유결합 변경(예를 들어, 라이신의 아세틸화, 라이신과 아르기닌의 메틸화, 세린 및 트레오닌 인산화 및 라이신 유비퀴틴 및 수모화)이 후성유전학적 유전의 여러 종류 중에서 중심 역할을 한다. 따라서, "후성유전학"은 때때로 이러한 과정과 동의어로 사용된다. 그러나, 이것은 오해의 소지가 될 수 있다. 왜냐하면 염색질 리모델링(DNA와 히스톤 단백질에서의 공유결합 변경)이 항상 유전되지는 않으며, 모든 후성유전학적 유전이 염색질 리모델링을 포함하지도 않는다.

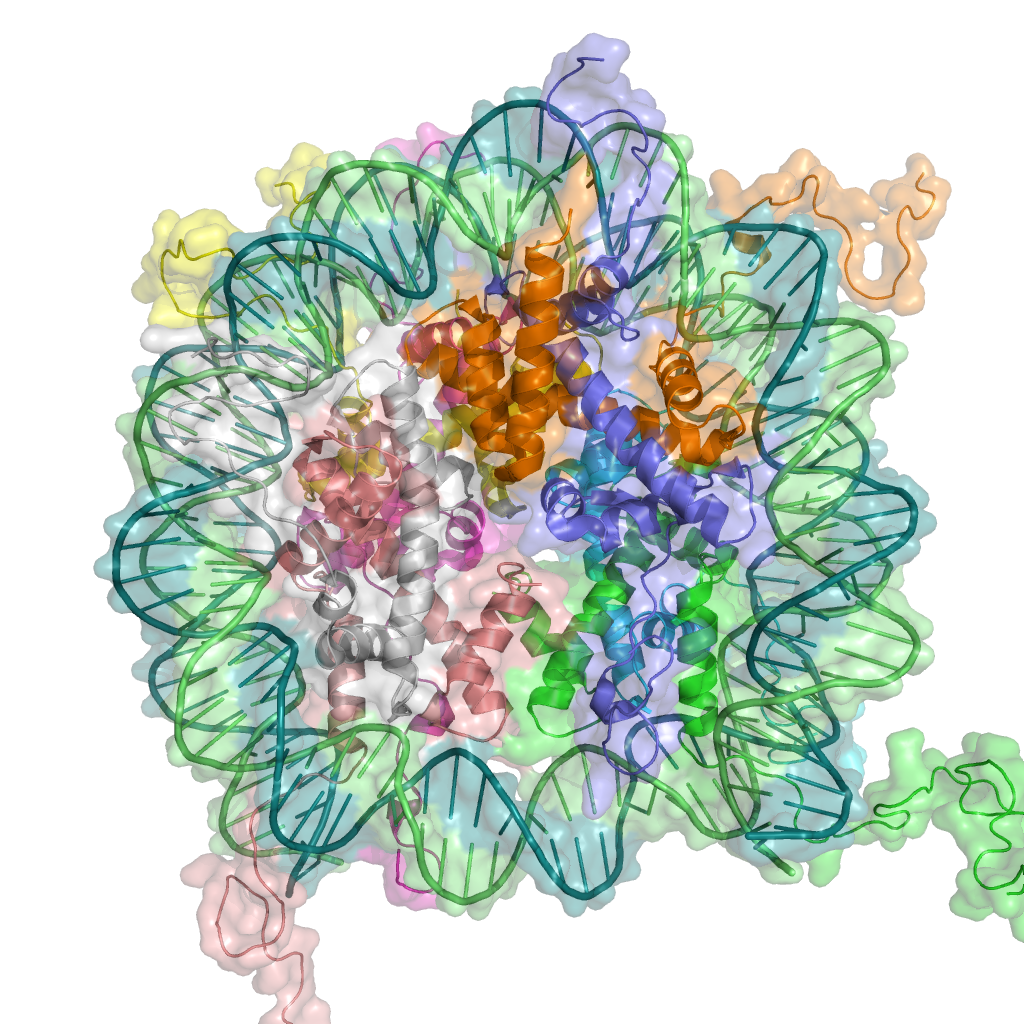
히스톤 단백질과 결합한 DNA는 크로마틴을 형성한다

세포나 개체의 표현형은 어떠한 유전자가 전사되어 있는지에 영향을 받기 때문에, 유전 전사 상태는 후성유전학적 영향을 야기 할 수 있다. 그렇기 때문에 유전자 발현 조절과 후성유전은 긴밀한 관계가 있다. 유전자 발현의 조절에는 여러 단계가 있는데, 그 중 한 가지 방법은 염색질의 리모델링을 통해서이다. 염색질은 히스톤 단백질이 연관 되어있는 DNA 복합체이다. 만약 DNA가 히스톤을 감싸는 방식이 바뀌는 경우, 유전자 발현 또한 변경될 수 있다. 염색질 리모델링은 아래의 두 가지 메커니즘을 통해 이루어진다. :
1. 첫 번째 메커니즘은 히스톤 단백질을 구성하는 아미노산의 번역 후에 일어나는 변형이다. 히스톤 단백질은 아미노산의 긴 사슬로 구성된다. 아미노산 사슬이 변경되는 경우, 히스톤의 형상이 변형 될 수도 있다. DNA는 완전히 복제하는 동안 풀리지 않는다. 이 수정된 히스톤은 DNA의 새 복사본으로 옮겨가는 것이 가능하다. 이러한 히스톤은 새로운 방식으로 형성 될 수 있는 주변의 새로운 히스톤의 주형으로 작용할 수 있다. 그들 주위의 히스톤의 모양을 변경하여, 이러한 수정된 히스톤은 특정 계통 전사 프로그램이 세포 분열 후에도 유지되도록 한다.
2. 두 번째 메커니즘은 DNA에 메틸기의 첨가이다. 이 과정은 대부분, CpG 부위에 있는 사이토신을 5-메틸사이토신으로 변환하며 일어난다. 5-메틸사이토신은 이중 가닥 DNA의 구아닌과 결합하여 일반 사이토신과 같이 작동한다. 그러나, 게놈의 일부 영역이 다른 것보다 더 많이 메틸화되고, 메틸화가 많이 일어난 부분은 전사가 억제되게 되는데, 이러한 메커니즘은 아직 연구가 더 필요하다. 사이토신의 메틸화는 한쪽 부모의 생식계열에서부터 수정란으로 전달된 후에도 지속되며, 염색체의 표식으로 작용하여 어느쪽 부모로부터 온 염색체인지 알 수 있게 한다.

## 참고자료
- Brave New World with Stephen Hawking (2011 documentary)

## 같이 보기
- 생체시계 (노화)(en:Biological clock (aging), 바이오클락)
- 활동일주기
- 바이오리듬